# Bisdom Ipiales
Het bisdom Ipiales (Latijn: Dioecesis Ipialensis) is een rooms-katholiek bisdom met als zetel Ipiales, in Colombia. Het bisdom is suffragaan aan het aartsbisdom Popayán. 

## Geschiedenis
Het bisdom werd opgericht op 23 september 1964, uit delen van het bisdom Pasto en de apostolisch vicariaten Sibundoy en Tumaco.

## Parochies
Het bisdom had in 2021 een oppervlakte van 11.089 km2 en telde 661.230 inwoners waarvan 90,2% rooms-katholiek was.

## Bisschoppen
- Miguel Ángel Arce Vivas (31 oktober 1964 - 7 april 1965)
- Alonso Arteaga Yepes (24 juli 1965 - 25 oktober 1985)
- Ramón Mantilla Duarte (25 oktober 1985 - 16 januari 1987)
- Gustavo Martínez Frías (16 januari 1987 - 18 maart 1999)
- Arturo de Jesús Correa Toro (29 januari 2000 - 3 februari 2018)
- José Saúl Grisales Grisales (3 februari 2018 - heden)

## Galerij van afbeeldingen

Wapen van het bisdom Ipiales

Popayán (aartsbisdom) · Ipiales · Pasto · Tumaco